# Max Oertel
Max Joseph Oertel (även Örtel), född 20 mars 1835 i Dillingen an der Donau, död 17 juli 1897 i München, var en tysk läkare.
Oertel blev 1876 extra ordinarie professor vid Münchens universitet. Han är mest känd för en av honom utvecklad kurmetod mot fetma, särskilt där denna sammanhänger med rubbningar av hjärtats verksamhet. Denna kur blev först bekantgjord av Ernst Schweninger och har därför, med orätt, bland allmänheten gått under namnet "Schweningerkuren". Oertel själv redogjorde för denna metod och de till grund för densamma liggande teoretiska förutsättningarna i Therapie der Kreislaufsstörungen (1884). Han konstruerade och beskrev (1895) det så kallade laryngo-stroboskopet, med vilket man kan observera stämbandens formförändringar under deras svängningar. År 1887 invaldes han som ledamot i Leopoldina.